# Alnö IF
Alnö Idrottsföreningen oder kurz Alnö IF ist ein Sportverein von der Insel Alnön in Schweden, nach der er benannt ist. Der Verein ist im Hauptort der Insel, dem zur Gemeinde Sundsvall gehörenden Vi, ansässig.

## Geschichte
Der am 24. April 1924 gegründete Verein ist vor allem für seine Frauenfußballmannschaft bekannt, die sieben Spielzeiten in der Damallsvenskan vertreten war. Zudem erreichte die Mannschaft 1983 das Finale des Svenska Cupen, verlor aber das Endspiel gegen Jitex BK mit 2:5. Später spielte die Mannschaft längere Zeit in der viertklassigen Division 2, wo sie 2020 nach neun Spieltagen mit acht Siegen und einem Unentschieden vier Punkte vor Selånger SK an der Tabellenspitze stehend vom COVID-19-Pandemie-bedingten vorzeitigen Abbruch der Spielzeit profitierte und in die drittklassige Division 1 Norrland aufrückte.
Die Männermannschaft ist bisher nicht über die dritte Liga hinausgekommen, wo sie zwischen 1967 und 1985 fast zwei Jahrzehnte vertreten war. Nach dem Wiederaufstieg 1991 spielte sie dort erneut bis 1994, dem direkten Wiederaufstieg folgte 1996 der erneute Abstieg. Zwischenzeitlich Fahrstuhlmannschaft zwischen fünftem und sechstem Spielniveau – dabei war Leif Forsberg zeitweise Trainer des Klubs –, wurde die Mannschaft 2015 in der fünftklassigen Division 3 Mellersta Norrland mit nur sechs Punkten Tabellenletzter und stieg Ende 2016 kurzzeitig aus dem Spielbetrieb aus, trat aber 2018 – nun siebtklassig – wieder an. Nach dem direkten Aufstieg in die Sechstklassigkeit gewann die Mannschaft 2021 die Meisterschaft in der Division 4 Medelpad.

## Bekannte Fußballspieler und -trainer
- Marit Björstedt
- Bo Börjesson
- Anna-Maria Eriksson
- Mathias Florén
- Catarina Gjellan
- Tina Nordlund
- Karin Ödlund
- Andreas Yngvesson